# Romulus Gabor
Romulus Gabor (Puj, 1961. október 14. –) román válogatott labdarúgó.

## Góljai a román válogatottban
| #  | Dátum            | Ellenfél    | Eredmény | Kiírás              | Esemény |
| -- | ---------------- | ----------- | -------- | ------------------- | ------- |
| 1. | 1983. január 29. | Törökország | 1 – 1    | barátságos mérkőzés | 9'      |
| 2. | 1986. március 2. | Egyiptom    | 1 – 0    | barátságos mérkőzés | 38' 65' |

## Sikerei, díjai
Románia U20:
- U20-as labdarúgó-világbajnokság bronzérmes: 1981
- U20-as labdarúgó-világbajnokság aranylabdás: 1981

## Fordítás
- Ez a szócikk részben vagy egészben  a   Romulus Gabor című angol Wikipédia-szócikk fordításán alapul.  Az eredeti cikk szerkesztőit annak laptörténete sorolja fel. Ez a jelzés csupán a megfogalmazás eredetét és a szerzői jogokat jelzi, nem szolgál a cikkben szereplő információk forrásmegjelöléseként.